# Indium-Gallium-Zink-Oxid
Indium-Gallium-Zink-Oxid (IGZO) ist ein Halbleitermaterial, das als Kanal für einen transparenten Dünnschichttransistor verwendet werden kann. Es ersetzt amorphes Silicium als aktive Schicht in einem LC-Bildschirm und ermöglicht mit einer 40-mal höheren Elektronenbeweglichkeit gegenüber amorphem Silicium kleinere Pixel (für Bildschirmauflösungen höher als die von HDTV) und schnellere Reaktionsgeschwindigkeit für einen Bildschirm.
Der Vorteil gegenüber Zinkoxid ist, dass es als einheitliche amorphe Phase abgeschieden werden kann (unter Beibehaltung der hohen Ladungsträgerbeweglichkeit des Oxid-Halbleiters). Die Transistoren sind etwas lichtempfindlich, aber der Effekt wird nur im tiefvioletten bis ultravioletten Bereich (Photonenenergie oberhalb von 3 eV) sichtbar und bietet die Möglichkeit eines vollständig transparenten Transistors.